# Aphilas
Aphilas fue un rey del Reino de Aksum a principios del siglo IV, gobernando en un período en que Aksum florecía en la región que comprende el norte de la actual Etiopía y Eritrea. Aphilas es conocido principalmente por las monedas acuñadas durante su reinado, que presentan una notable serie de variaciones en las imágenes del anverso y se caracterizan por fracciones de peso únicas, un formato que ninguno de sus sucesores replicó.
Estas monedas de Aphilas ofrecen información valiosa sobre el simbolismo y la experimentación en la acuñación de Axum, reflejando el rol innovador del reino en el comercio y la economía regional durante el periodo tardoantiguo. Su uso de imágenes y fracciones de peso específicas destaca la intención de Aphilas de diferenciar su reinado y su administración financiera en la historia numismática axumita.
El historiador George Wynn Brereton Huntingford propone que Aphilas podría haber sido el monarca responsable de erigir la inscripción anónima conocida como el Monumentum Adulitanum, localizada en Adulis. Esta inscripción documenta logros y posiblemente conquistas, lo que sugiere la ambición territorial y el deseo de Aphilas de consolidar la influencia de Axum en la región del mar Rojo.